# Gudh warder liknad widh en man
Gudh warder liknad widh en man är en psalm med 12 verser skriven år 1536 av Olaus Petri. Psalmens överskrift lyder: Een parabola. aff Luce xv och anger att inspiration till texten hämtats ur Lukasevangeliet 15.
Psalmen inleddes 1695 med orden:
Gudh warder liknad widh en man
Hwilken twå söner hade

## Publicerad i
- Swenske Songer eller wisor 1536 med titeln Gud warder lijknat widh en man under rubriken "Een parabola aff Luce xv".[1]
- 1572 års psalmbok med titeln GUdh warder lijknat widh en man under rubriken "Någhra Evangeliska Paraboler".[2]
- Göteborgspsalmboken under rubriken "Om Gudz Barmhertigheet".[3]
- Den svenska psalmboken 1694 som nummer 239 under rubriken "Psalmer öfwer Några Söndags Evangelier".[4]
- 1695 års psalmbok som nr 206 under rubriken "Psalmer Öfwer några Söndags Evangelier."